# Glienicke/Nordbahn
Glienicke/Nordbahn est une commune de Brandebourg (Allemagne), située dans l'arrondissement de Haute-Havel.

## Démographie
| Année | Population |
| ----- | ---------- |
| 1875  | 201        |
| 1890  | 251        |
| 1910  | 912        |
| 1925  | 1 823      |
| 1933  | 3 713      |
| 1939  | 5 187      |
| 1946  | 5 232      |
| 1950  | 5 392      |
| 1964  | 4 997      |
| 1971  | 4 930      |

| Année | Population |
| ----- | ---------- |
| 1981  | 4 774      |
| 1985  | 4 768      |
| 1989  | 4 483      |
| 1990  | 4 407      |
| 1991  | 4 370      |
| 1992  | 4 327      |
| 1993  | 4 365      |
| 1994  | 4 515      |
| 1995  | 4 641      |
| 1996  | 4 965      |

| Année | Population |
| ----- | ---------- |
| 1997  | 5 338      |
| 1998  | 5 943      |
| 1999  | 6 947      |
| 2000  | 7 709      |
| 2001  | 8 324      |
| 2002  | 8 714      |
| 2003  | 8 929      |
| 2004  | 9 140      |
| 2005  | 9 597      |
| 2006  | 9 879      |

| Année | Population |
| ----- | ---------- |
| 2007  | 10 270     |
| 2008  | 10 461     |
| 2009  | 10 774     |
| 2010  | 11 005     |
| 2011  | 11 085     |
| 2012  | 11 357     |
| 2013  | 11 667     |
| 2014  | 11 942     |
| 2015  | 12 155     |
| 2016  | 12 159     |

| Année | Population |
| ----- | ---------- |
| 2017  | 12 227     |
| 2018  | 12 218     |
| 2019  | 12 358     |
| 2020  | 12 430     |

## Personnalités liées à la ville
- Uwe Barschel (1944-1987), homme politique né à Glienicke/Nordbahn